# Stade Pierre de Coubertin (Lausanne)

Pierre-de-Coubertin-Stadion

Das Pierre-de-Coubertin-Stadion ist ein Leichtathletikstadion in Lausanne in der Schweiz.

## Lage und Geschichte
Das Stadion liegt in einem Gebiet, auf welchem sich zahlreiche weitere Sportanlagen und das Maison du Sport International befinden. Sein Name bezieht sich auf den Gründer der modernen Olympischen Spiele Pierre de Coubertin, der bis zu seinem Tod in Lausanne lebte und in der Nähe des Stadions im Friedhof Bois-de-Vaux begraben ist.
Das Stadion liegt neben der Uferpromenade am Genfersees im Gebiet Vidy und im Quartier Montoie/Bourdonnette. Bis um 1906 mündete daneben der Fluss Flon in den See, bevor er zur neuen Abwasserreinigungsanlage Vidy umgeleitet wurde.
Die Rennbahn wurde 1922 als Stade de Vidy angelegt. In den 1950er Jahren verlor sie ihre Bedeutung als Austragungsort sportlicher Wettkämpfe, nachdem das Stade Olympique de la Pontaise im Norden der Stadt gebaut worden war. 1964 befand sich das Stadion neben dem Ausstellungsgelände der Landesausstellung Expo 64.
Nach einer kompletten Neugestaltung war das Stadion von 1977 bis 1985 der Austragungsort des Leichtathletikmeetings Athletissima, bevor dieses ebenfalls in das Stadion Pontaise umzog. 2013 wurde die Rennbahn saniert.
Nach einem von der Stadt Lausanne durchgeführten Architekturwettbewerb soll das Stadion bis 2025 umgebaut und erweitert werden.